# Mervyn Davies
Thomas Mervyn Davies (* 9. Dezember 1946 in Swansea; † 15. März 2012) war ein walisischer Rugby-Union-Spieler, der als Nummer Acht eingesetzt wurde. Er war Kapitän der walisischen Nationalmannschaft und nahm an zwei Touren der British and Irish Lions teil.
Davies gab sein Nationalmannschaftsdebüt 1969 gegen Schottland bei den Five Nations. In diesem Turnier konnte Wales den Titel samt Triple Crown holen. Im folgenden Jahr gewann die Mannschaft erneut das Turnier, 1971 gar den Grand Slam. Im selben Jahr wurde er erstmals Teil der British and Irish Lions auf deren Tour nach Neuseeland. Die Lions konnten die Serie gegen die All Blacks mit 2:1 gewinnen und sind bis heute die einzige britisch-irische Auswahl, die eine Testserie in Neuseeland siegreich bestreiten konnte. Davies wurde in allen vier Testspielen eingesetzt.
In den 1970er Jahren entwickelte sich Wales mit Davies zur führenden Rugbynation. 1974 wurde er wieder für die Lions nominiert. Diesmal führte die Tour nach Südafrika, wo drei der vier Testspiele und damit die Serie souverän gewonnen werden konnte. Die Springboks kamen über ein Unentschieden im abschließenden Spiel nicht hinaus. 1975 lief er erstmals als Kapitän der walisischen Nationalmannschaft auf. Er führte das Team zum Sieg bei den Five Nations in diesem Jahr und zu einem erneuten Grand Slam im darauffolgenden Jahr.
Davies galt als einer der Anwärter auf die Kapitänsrolle bei der Lions-Tour 1977, Gehirnblutungen beendeten jedoch seine Karriere im Vorfeld. 2001 wurde er in die International Rugby Hall of Fame aufgenommen. Von ehemaligen Spielern wurde er 2002 zum besten walisischen Kapitän gewählt.
Am 15. März 2012 verstarb Davies an den Folgen von Krebs.